# Coupe d'Europe des vainqueurs de coupe de football 1995-1996
Navigation
1994-1995 1996-1997
La Coupe d'Europe des vainqueurs de coupe 1995-1996 voit la victoire du Paris Saint-Germain, qui bat le club autrichien du Rapid Vienne lors de la finale disputée au Stade Roi Baudouin de Bruxelles.
C'est le tout premier titre du club au niveau international et la première et seule Coupe des Coupes pour le football français, déjà récompensé après la victoire de l'Olympique de Marseille en Ligue des champions 1993. Le PSG avait échoué lors du dernier carré des compétitions européennes les trois années précédentes. Quant au Rapid Vienne, il dispute là sa deuxième finale de Coupe des Coupes après celle perdue face à Everton en 1985.
C'est l'attaquant tchèque du Hradec Králové, Petr Samec, qui termine meilleur buteur de la compétition avec neuf réalisations.
Plusieurs fédérations, nouvellement intégrées à l'UEFA, engagent un club pour la première fois dans l'histoire de la compétition. Il s'agit des fédérations de Macédoine, de Géorgie, d'Arménie, d'Azerbaïdjan et de Serbie-et-Monténégro. De plus, la Yougoslavie aligne à nouveau son représentant après plusieurs années d'absence, en raison du conflit dans les Balkans. Enfin, le club croate du Croatia Zagreb, finaliste de la Coupe de Croatie face au champion, Hajduk Split, est exclu cette année de la compétition après les événements violents survenus lors de l'édition précédente face à l'AJ Auxerre.

## Tour préliminaire
| Équipe 1                  | Résultat     | Équipe 2             | Aller | Retour |
| ------------------------- | ------------ | -------------------- | ----- | ------ |
| CS Tiligul-Tiras Tiraspol | 2 - 3        | FC Sion              | 0 - 0 | 2 - 3  |
| Vác FC Samsung            | 2 - 4        | FK Sileks Kratovo    | 1 - 1 | 1 - 3  |
| TPS Turku                 | 1 - 3        | KS Teuta Durrës      | 1 - 0 | 0 - 3  |
| FC Vaduz                  | 1 - 14       | SK Hradec Kralové    | 0 - 5 | 1 - 9  |
| APOEL Nicosie             | 3 - 0        | FK Neftchi Bakou     | 3 - 0 | 0 - 0  |
| Wrexham FC                | 0 - 1        | FC Petrolul Ploiești | 0 - 0 | 0 - 1  |
| Valletta FC               | 2 - 5        | FK Inter Bratislava  | 0 - 0 | 2 - 5  |
| Chakhtar Donetsk          | 5 - 1        | Linfield FC          | 4 - 1 | 1 - 0  |
| FK Žalgiris Vilnius       | 3 - 2        | NK Mura              | 2 - 0 | 1 - 2  |
| GKS Katowice              | 2 - 2 4-5tab | Ararat Erevan        | 2 - 0 | 0 - 2  |
| FK Obilić Belgrade        | 2 - 3        | Dinamo Batoum        | 0 - 1 | 2 - 2  |
| Derry City FC             | 1 - 2        | Lokomotiv Sofia      | 1 - 0 | 0 - 2  |
| Maccabi Haïfa             | 6 - 3        | KÍ Klaksvík          | 4 - 0 | 2 - 3  |
| FK Dinamo-93 Minsk        | 2 - 3        | Molde FK             | 1 - 1 | 1 - 2  |
| CS Grevenmacher           | 3 - 4        | KR Reykjavík         | 3 - 2 | 0 - 2  |
| DAG-Liepaya               | 3 - 0        | FC Lantana Tallinn   | 3 - 0 | 0 - 0  |

## Seizièmes de finale
| Équipe 1                 | Résultat | Équipe 2             | Aller | Retour |
| ------------------------ | -------- | -------------------- | ----- | ------ |
| FK Žalgiris Vilnius      | 2 - 3    | Trabzonspor          | 2 - 2 | 0 - 1  |
| APOEL Nicosie            | 0 - 8    | Deportivo La Corogne | 0 - 0 | 0 - 8  |
| Inter Bratislava         | 1 - 5    | Real Saragosse T     | 0 - 2 | 1 - 3  |
| FC Bruges                | 2 - 1    | Chakhtar Donetsk     | 1 - 0 | 1 - 1  |
| Lokomotiv Sofia          | 3 - 3e   | Halmstads BK         | 3 - 1 | 0 - 2  |
| KS Teuta Durrës          | 0 - 4    | Parme AC             | 0 - 2 | 0 - 2  |
| Molde                    | 2 - 6    | Paris SG             | 2 - 3 | 0 - 3  |
| Dinamo Batoum            | 2 - 7    | Celtic FC            | 2 - 3 | 0 - 4  |
| Borussia Mönchengladbach | 6 - 2    | FK Sileks Kratovo    | 3 - 0 | 3 - 2  |
| AEK Athènes              | 4 - 2    | FC Sion              | 2 - 0 | 2 - 2  |
| KR Reykjavík             | 3 - 6    | Everton FC           | 2 - 3 | 1 - 3  |
| DAG-Liepaya              | 0 - 13   | Feyenoord Rotterdam  | 0 - 7 | 0 - 6  |
| Dynamo Moscou            | 4 - 1    | Ararat Erevan        | 3 - 1 | 1 - 0  |
| SK Hradec Kralové        | 7 - 2    | FC Copenhague        | 5 - 0 | 2 - 2  |
| Sporting Portugal        | 4 - 0    | Maccabi Haïfa        | 4 - 0 | 0 - 0  |
| Rapid Vienne             | 3 - 1    | FC Petrolul Ploiești | 3 - 1 | 0 - 0  |

## Huitièmes de finale
| Équipe 1                 | Résultat      | Équipe 2             | Aller | Retour     |
| ------------------------ | ------------- | -------------------- | ----- | ---------- |
| Paris SG                 | 4 - 0         | Celtic Glasgow       | 1 - 0 | 3 - 0      |
| Dynamo Moscou            | 1 - 1 3-1 tab | SK Hradec Kralové    | 1 - 0 | 0 - 1      |
| Trabzonspor              | 0 - 4         | Deportivo La Corogne | 0 - 1 | 0 - 3      |
| Everton                  | 0 - 1         | Feyenoord Rotterdam  | 0 - 0 | 0 - 1      |
| Halmstads BK             | 3 - 4         | Parme FC             | 3 - 0 | 0 - 4      |
| Borussia Mönchengladbach | 5 - 1         | AEK Athènes          | 4 - 1 | 1 - 0      |
| Sporting Portugal        | 2 - 4         | Rapid Vienne         | 2 - 0 | 0 - 4 a.p. |
| Real Saragosse T         | 3 - 1         | FC Bruges            | 2 - 1 | 1 - 0      |

## Quarts de finale
| Équipe 1                 | Résultat | Équipe 2            | Aller | Retour |
| ------------------------ | -------- | ------------------- | ----- | ------ |
| Parme FC                 | 2 - 3    | Paris SG            | 1 - 0 | 1 - 3  |
| Dynamo Moscou            | 0 - 4    | Rapid Vienne        | 0 - 1 | 0 - 3  |
| Deportivo La Corogne     | 2 - 1    | Real SaragosseT     | 1 - 0 | 1 - 1  |
| Borussia Mönchengladbach | 2 - 3    | Feyenoord Rotterdam | 2 - 2 | 0 - 1  |

## Demi-finales
| Équipe 1             | Résultat | Équipe 2     | Aller | Retour |
| -------------------- | -------- | ------------ | ----- | ------ |
| Feyenoord Rotterdam  | 1 - 4    | Rapid Vienne | 1 - 1 | 0 - 3  |
| Deportivo La Corogne | 0 - 2    | Paris SG     | 0 - 1 | 0 - 1  |

## Finale
| 8 mai 1996 | Paris Saint-Germain | 1 - 0 | Rapid Vienne | Stade Roi Baudouin, Bruxelles                       |                                                     |
|            | N'Gotty 29e         |       |              | Spectateurs : 37 500 Arbitrage : Pierluigi Pairetto | Spectateurs : 37 500 Arbitrage : Pierluigi Pairetto |

| Paris Saint-Germain : |                   |        |     |
|                       |                   |        |     |
| G                     | Bernard Lama      |        |     |
| D                     | Patrick Colleter  |        |     |
| D                     | Paul Le Guen      |        |     |
| D                     | Bruno N'Gotty     | Averti |     |
| D                     | Alain Roche       |        |     |
| M                     | Laurent Fournier  | 77e    |     |
| M                     | Daniel Bravo      |        |     |
| M                     | Vincent Guérin    |        |     |
| M                     | Raí               | 11e    |     |
| A                     | Youri Djorkaeff   |        |     |
| A                     | Patrice Loko      |        |     |
| Remplaçants :         |                   |        |     |
| G                     | Richard Dutruel   |        |     |
| D                     | Oumar Dieng       |        |     |
| D                     | Francis Llacer    |        | 77e |
| A                     | Pascal Nouma      |        |     |
| A                     | Julio Dely Valdés |        | 12e |
| Entraîneur :          |                   |        |     |
| Luis Fernandez        |                   |        |     |

| Rapid de Vienne : |                  |        |     |
|                   |                  |        |     |
| G                 | Michael Konsel   |        |     |
| D                 | Peter Schöttel   | Averti |     |
| D                 | Trifon Ivanov    |        |     |
| D                 | Michael Hatz     | Averti |     |
| M                 | Dietmar Kühbauer |        |     |
| M                 | Andreas Heraf    | Averti |     |
| M                 | Peter Guggi      |        |     |
| M                 | Peter Stöger     | Averti |     |
| M                 | Stefan Marasek   |        |     |
| A                 | Carsten Jancker  | Averti |     |
| A                 | Christian Stumpf | 46e    |     |
| Remplaçants :     |                  |        |     |
| G                 | Raimund Hedl     |        |     |
| D                 | René Haller      |        |     |
| D                 | Zoran Barišić    |        | 46e |
| M                 | Oliver Lederer   |        |     |
| M                 | Sergueï Mandreko |        |     |
| Entraîneur :      |                  |        |     |
| Ernst Dokupil     |                  |        |     |